# ال‌دره (دینار)
ال‌دره (به ترکی استانبولی: Eldere) یک منطقهٔ مسکونی در ترکیه است که در دینار (شهر) واقع شده‌است.